# Mutukula
Mutukula è una circoscrizione mista (mixed ward) della Tanzania situata nel distretto di Missenyi, regione del Kagera. Conta una popolazione di 15 499 abitanti (censimento 2012).